# Kozmács István
Kozmács István (Salgótarján, 1954. október 9. –) magyar nyelvész, finnugrista, műfordító.

## Életpályája
Általános és középiskolai tanulmányait Kecskeméten végezte el. 1974–1979 között a József Attila Tudományegyetem magyar nyelv és irodalom–történelem szakos középiskolai tanár végzettséget szerzett. 1976–1979 között ugyanitt finnugor nyelvész diplomát is kapott. 1979–1980 között Kiskunmajsán a Dózsa György Gimnázium oktatója volt. 1980–1988 között a Tudományos Ismeretterjesztő Társulat (TIT) Bács-Kiskun megyei szaktitkára volt. 1982-ben megalapította a kecskeméti Magyar-Finn Kulturális Egyesületet. 1988–2019 között a József Attila Tudományegyetem Bölcsészettudományi Kar Finnugor Nyelvtudományi Tanszékének főiskolai adjunktusa volt. 1990–1994 között a Kecskeméti Tanítóképző Főiskola Nyelvészeti Tanszék főiskolai adjunktusa, 1997–2000 között főiskolai docense, 2000–2016 között főiskolai tanára volt. 2000–2003 között a Kecskeméti Főiskola főigazgató-helyettese volt. 2017–2020 között a Neumann János Egyetem Művészeti és Anyanyelvi Nevelési Tanszék főiskolai tanára volt. 1993 óta a Reguly Társaság vezetőségi tagja. 1994–1997 között Udmurtiában az első magyar lektor volt. 1996-ban a Szegedi Tudományegyetemen dr. univ. címet kapott. 2004-ben Ph.D fokozatot szerzett. 2004–2010 között, valamint 2012 óta a nyitrai Konstantin Filozófus Egyetem vendégtanára. 2010-ben a Pécsi Tudományegyetemen habilitált. 2016–2017 között a Pallasz Athéné Egyetem, Pedagógusképző Kar Nyelvészeti Tanszékének főiskolai tanára volt. 2020 óta a Károli Gáspár Református Egyetem Tanítóképző Főiskolai Karának főiskolai tanára.
Kutatási területe az udmurt nyelv (votják) történelme és jelene. Finn és udmurt irodalmi műveket fordít, udmurt nyelven magyar irodalmi antológiát állít össze.

## Családja
Szülei: Kozmács István és Szabó Erzsébet. 1975-ben házasságot kötött Fogarasi Zsuzsával. Két gyermekük született: Dániel (1980) és Zsuzsanna (1983).

## Művei
- Udmurt nyelvkönyv (2000)
- Udmurt-magyar szótár (2003)

## Díjai
- Udmurt Köztársaság Kultúrájáért érdemérem (2004)